# Hernán Gil
Hernán Gil (Bodonal de la Sierra, Badajoz, 1528 - ?), fue un conquistador español que fue al Nuevo Mundo.

## Biografía
Hernán Gil había nacido en Bodonal de la Sierra (Badajoz) en 1528, según se deduce de una declaración que hizo en un juicio celebrado en Mérida (Venezuela) y testificando a favor de Hernando Cerrada Marín. 
Después de participar en la conquista y pacificación de la zona andina del territorio del Nuevo Reino de Granada, se avecindó en Pamplona (Colombia), y en 1559 venía con el capitán Juan de Maldonado a refundar la ciudad de Mérida, la que había fundado un año antes el capitán Juan Rodríguez Suárez sin tener la debida licencia.
Por esa fundación, Rodríguez Suárez había sido detenido y trasladado a la cárcel de Bogotá, pero como su detención y la gravedad del proceso eran arbitrarios y además se le había condenado a muerte, Rodríguez Suárez se escapó de la cárcel y fue a refugiarse a la ciudad de Trujillo (Venezuela) donde se encontraba su amigo Diego García de Paredes.

## Jocosidades trujillanas
La Real Audiencia de Santa Fe mandaba una comisión a Trujillo para arrestar a Rodríguez Suárez, y Hernán Gil era uno de los componentes. Cuando la comisión entraba en Trujillo para llevar a cabo aquella misión los pobladores los estaban esperando con las armas; de todas formas se llevaron a cabo los formulismos oficiales, y los de la comisión presentaron el escrito del requerimiento. 
Pero los trujillanos al ver el papel, jocosamente contestaron que no entregarían al evadido puesto que "además del Padrenuestro y del Ave María, ninguno sabía leer otra cosa", por lo tanto no podían complacerlos porque no entendían lo que decía el requerimiento, y amenazándole con las armas, les rogaban que se dieran la vuelta y dejarán en paz a Rodríguez Suárez. Este episodio es considerado como el primer ejercicio de asilo político en América y base de la jurisprudencia del derecho de asilo.

## Encomendero desafortunado
Como Hernán Gil se había avecindado en Mérida, le habían concedido una rentable encomienda hacia el Lago de Maracaibo. Gil tenía a su servicio más de cien indios que le hacían las diversas labores en la encomienda agro-ganadera. Pero por algún abuso que cometió Gil con alguno de los indios, estos se amotinaron, le atacaron y le dieron muerte.